# Gironima Spana
Gironima Spana (n. 1615 – d. 1659) a fost o otrăvitoare și astrologă italiană. A fost figura centrală în celebrul Proces Spana, care a vizat o rețea de femei distribuitoare de Aqua Tofana – o substanță toxică utilizată pentru crime, în special de către femei care urmăreau ca scop eliminarea soților. A fost executată împreună cu patru complice pentru furnizarea de otravă în scop criminal. Este menționată în documente sub multiple nume (Girolama Spara, Girolama Spala, L’Astrologa, La Profetessa și L'Indovina), însă numele Gironima Spana este cel oficial consemnat în actele judiciare.

## Biografie

### Origini și activitate
Gironima Spana s-a născut în Sicilia, fiind fiica lui Niccolò Spano, un comerciant prosper care aproviziona galerele spaniole și administra cheltuielile Ospedale degli Spagnoli din Palermo. A devenit fiica vitregă a Giuliei Mangiardi (1581–1651), cunoscută sub numele Giulia Tofana și asociată cu producția și comercializarea otrăvii Aqua Tofana, în Palermo. Se presupune că otrava a fost numită după mama Giuliei Mangiardi, Thofania d’Adamo, însă lipsesc dovezi care să confirme această filiație. După moartea tatălui său, mama vitregă a Gironimei s-a recăsătorit în 1624 cu Cesare Ranchetti (1564–1654), un investitor imobiliar înstărit. Gironima Spana s-a refugiat la Roma în 1624, stabilindu-se cu unchiul matern, clericul și astrologul Andrea Lorestino. După ce Cesare Ranchetti, soțul mamei sale vitrege, a risipit averea familiei, ea a fost căsătorită forțat la 14 ani (1629), în timp ce mama sa vitregă, Giulia Mangiardi, și-a reluat activitatea clandestină de vânzătoare de otravă. Familia locuia pe Via della Lungara în 1643. Gironima Spana a fost căsătorită cu Niccolò Caiozzi, un speculant de cereale florentin, descris ca adulter și risipitor. Nu există dovezi că ar fi locuit împreună după 1640, iar în 1655 el a părăsit Roma pentru a scăpa de creditori. Sub pretextul de astrologă și distribuitoare de remedii vegetale, Spana a fost inițiată de Giulia Mangiardi în producerea și comercializarea Aqua Tofana. Cele două femei erau specializate în furnizarea de otravă femeilor căsătorite cu soți abuzivi. Giulia Mangiardi a fost descrisă de contemporani ca fiind „o femeie respingătoare și neîngrijită”, în timp ce Spana avea o relație foarte bună cu ea, numind-o „o femeie bună” („una brava donna”). Istoricii consideră că nimeni nu a fost conștient de activitățile criminale ale Giuliei Mangiardi până la moartea sa, pe 17 ianuarie 1651. După decesul acesteia, Spana a preluat și extins afacerea, creând o rețea de colaboratoare active în anii 1650. Spana a fost o astrologă renumită în Roma, consultată de aristocrați pentru preziceri și localizarea obiectelor pierdute. Se menționează că avea o conduită și o vestimentație care îi permiteau accesul în saloanele aristocrației, fiind adesea invitată la curțile nobililor și transportată în trăsurile acestora.

### Procesul
Rețeaua de otrăvuri a fost demascată după arestarea Giovannei De Grandis, una dintre colaboratoarele Gironimei Spana, surprinsă în flagrant delict pe 31 ianuarie 1659 și deținută la Tor di Nona, unde a dezvăluit implicarea Spanăi în timpul interogatoriilor. La 2 februarie, Spana a fost arestată și interogată de locotenent-guvernatorul Stefano Bracchi la aceeași închisoare, fiind descrisă ca persoană inteligentă, sigură pe sine și stăpână pe situație. A negat toate acuzațiile și a menținut această poziție timp de mai multe luni, în ciuda interogatoriilor repetate și a confruntărilor cu foști complici și clienți. Deși răspundea la întrebări și vorbea mult, furniza doar informații neutre despre cunoștințe și domicilii. Rezistența sa, contrastând cu mărturisirile altor inculpate, a întârziat procesul, deoarece legislația vremii impunea recunoașterea vinovăției pentru executare. Spana nu a mărturisit decât la 20 iunie, semnând în cele din urmă o declarație extinsă de culpabilitate. Referindu-se la otravă, a afirmat: „Am dat acest lichid la mai mulți oameni decât firele de păr pe care le am pe cap”. Ancheta, cunoscută sub numele de Procesul Spana, a continuat mai multe luni, până în martie 1660, implicând aproximativ patruzeci de persoane acuzate de distribuție sau utilizare a otrăvii. Gironima Spana și patru dintre complicele sale, Giovanna De Grandis, Maria Spinola, Graziosa Farina și Laura Crispoldi, au fost executate în Campo de' Fiori, la Roma, pe 5 iulie 1659.

## În cultura populară
Gironima Spana și procesul Spana constituie elemente centrale în romanul The Book of Secrets de autoarea britanică Anna Mazzola, publicat de Orion Fiction în martie 2024. 